# Jagušac
Jagušac (kraska, laktac; lat. Picris) je biljni rod jednogodišnjeg i dvogodišnjeg raslinja i trajnica iz porodice glavočika, dio podtribusa Hypochaeridinae.
Rod je raširen po velikim dijelovima Euroazije, sjevera Afrike i po Australiji. Pripada mu četrdesetak vrsta, od kojih u Hrvatskoj raste četiri, a navedene su u popisu uz njihove latinske nazive. Lisičinasti jagušac, Picris echioides L.  sinonim je za Helminthotheca echioides

## Vrste
1. Picris albida Ball
2. Picris amalecitana (Boiss.) Eig
3. Picris angustifolia DC.
4. Picris asplenioides L.
5. Picris babylonica Hand.-Mazz.
6. Picris barbarorum Lindl.
7. Picris burbidgeae S.Holzapfel
8. Picris campylocarpa Boiss. & Heldr.
9. Picris compacta S.Holzapfel
10. Picris conyzoides Lack & S.Holzapfel
11. Picris cupuligera (Durand) Walp.
12. Picris cyanocarpa Boiss.
13. Picris cyprica Lack
14. Picris cyrenaica (Pamp.) Lack
15. Picris davurica Fisch. ex Hornem.
16. Picris divaricata Vaniot
17. Picris drummondii S.Holzapfel
18. Picris eichleri Lack & S.Holzapfel
19. Picris evae Lack
20. Picris galilaea (Boiss.) Benth. & Hook.f. ex Eig
21. Picris helminthioides (Coss. & Durieu ex Ball) Greuter
22. Picris hieracioides L.,  runjikasti jagušac
23. Picris hispanica (Willd.) P.D.Sell
24. Picris hispidissima (Bartl.) W.D.J.Koch, bodljastotrepavičavi jagušac
25. Picris humilis DC.
26. Picris japonica Thunb.
27. Picris junnanensis V.N.Vassil.
28. Picris kotschyi Boiss.
29. Picris longirostris Sch.Bip.
30. Picris manginiana Pamp.
31. Picris nuristanica Bornm.
32. Picris olympica Boiss.
33. Picris pauciflora Willd., malocvjetni jagušac
34. Picris rhagadioloides (L.) Desf.
35. Picris scaberrima Guss., najgrublji jagušac
36. Picris scabra Forssk.
37. Picris sinuata (Lam.) Lack
38. Picris squarrosa Steetz
39. Picris strigosa M.Bieb.
40. Picris sulphurea Delile
41. Picris wagenitzii Lack
42. Picris xylopoda Lack